# Dragonnier de Socotra
Dracaena cinnabari
Espèce
Classification APG III (2009)
Statut de conservation UICN

 VU B2ab(iii) : Vulnérable
Le Dragonnier de Socotra (Dracaena cinnabari) est une espèce de plantes à fleurs de la famille des Dracaenaceae, ou des Ruscaceae selon la classification phylogénétique. C'est une plante arborescente monocotylédone endémique de l'île de Socotra.

## Description
Le dragonnier de Socotra a l’allure d’un grand parasol qui lorsqu’il est âgé peut atteindre la hauteur de 12 m avec une grosse tige robuste et un houppier très dense de tiges et de feuilles (voir la description du mode de croissance du Dragonnier des Canaries).

## Écologie
Dracaena cinnabari est l’un des rares arbres de l’île de Socotra. Il croît naturellement entre 150 et 1 600 m d'altitude, principalement vers 600 mètres dans des régions montagneuses fréquemment enveloppées de brouillards.
Il produit de l’ombre, des fruits et de la fraicheur pour les animaux de l’île. Il offre un refuge pour les nids d’espèces d’oiseaux endémiques à l’île, comme la buse, le hibou petit-duc ou l’étourneau de Socotra.
La dernière des forêts de dragonniers de Socotra nommée Firmihin (les « femmes » en langue soqotri) se trouve dans les plateaux montagneux de Dixam. Le lieu compte environ 28 000 arbres adultes âgés de 500 à 1 000 ans. En 2015, 4 200 spécimens ont été déracinés par des cyclones,
Les tempêtes ne sont pas les seules menaces pour les dragonniers. Les troupeaux de chèvres et moutons aujourd’hui laissés libres par les éleveurs, broutent frénétiquement les moindres bourgeons ou petites pousses de plantes de l’archipel. Une catastrophe pour la régénération des populations de dragonniers à la croissance très lente. Il faut en effet une centaine d’années au dragonnier pour arriver à l’âge adulte.
Selon l'IUCN, Draceana cinnabari est classé comme « vulnérable » sur la Liste rouge des espèces menacées.

## Utilisation

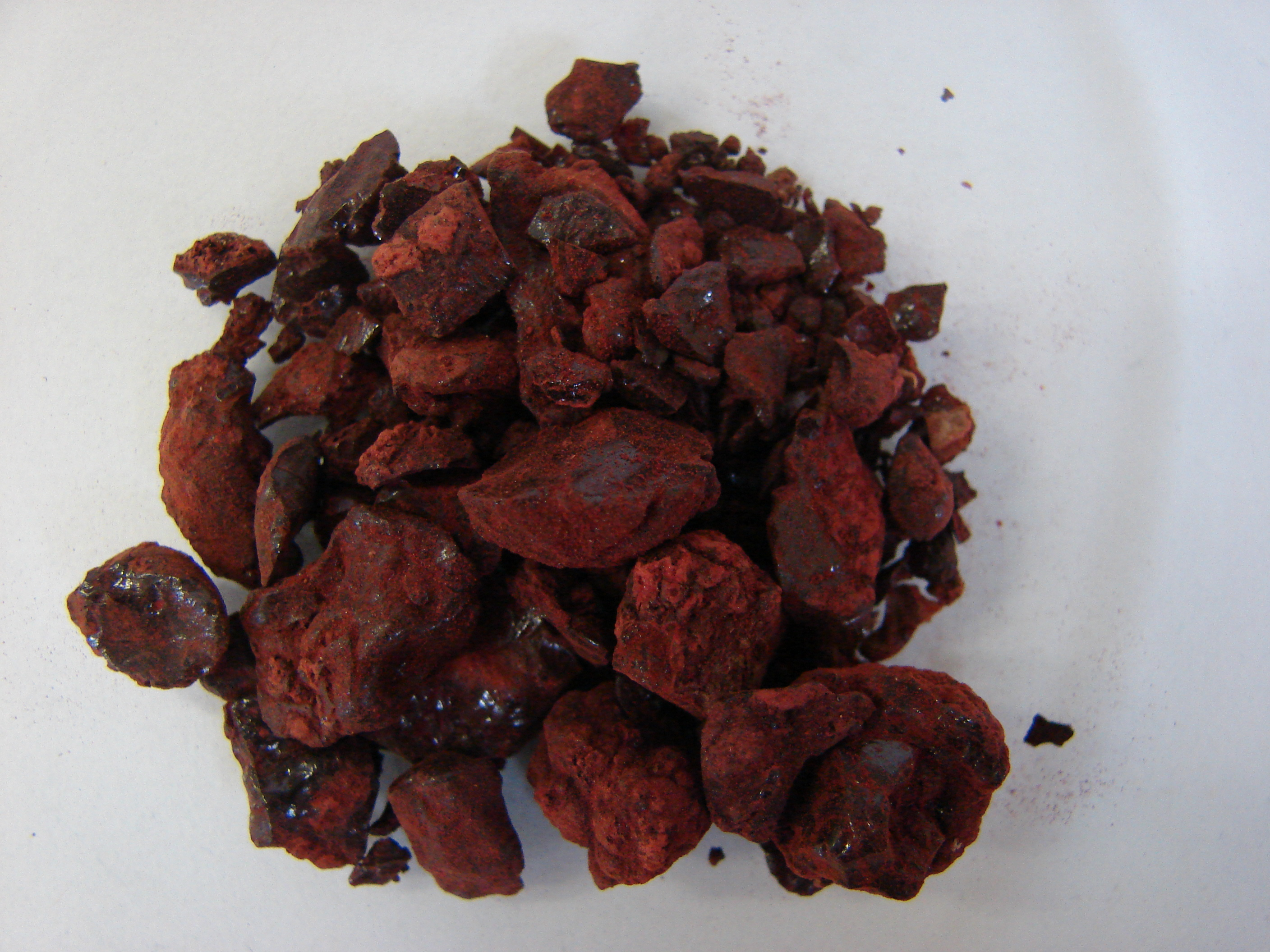
Résine de Dragonnier de Socotra.

Dracaena cinnabari  est une des espèces  de dragonniers qui produit la résine appelée sang-dragon dont on se sert dans certaines médecines traditionnelles ou comme colorant. Cette résine faisait déjà l'objet d'un commerce dans le monde antique. La résine n'est récoltée qu'une fois par an, d'où sa grande valeur marchande. Elle est transformée sur place en une fine poudre rouge qui est ensuite chauffée jusqu'à former une pâte noire.
Les populations naturelles de dragonniers de Socotra souffrent actuellement d'un manque de renouvellement qui est dû non pas aux récoltes de résine mais à un assèchement général du climat de l'île, aux tempêtes et au fait que les chèvres s'en nourrissent,.